# 的場千尋
的場 千尋（まとば ちひろ、1980年2月26日 - ）は、広島県出身の元サッカー選手。

## 来歴
福山大学からの初のプロ契約選手。2001年、全日本大学サッカー選手権大会で初の8強入り。同年全広島サッカー選手権大会優勝に貢献し、天皇杯全日本サッカー選手権大会には広島県代表として出場した。
2002年、セレクションを経て水戸ホーリーホックへ入団する。
コスタリカ代表との親善試合に出場し、クリエイティブなプレーを披露したが、2004年3月、「1年前に血管の手術をしたのですが、これ以上プロの世界ではやっていけないと判断しました」とのコメントを残し、現役を引退した。
2005年から、母校・福山大学学友会サッカー部のコーチを務める。
高校時代の2年先輩に金本圭太、1年先輩に為末大・梅田直哉、1年後輩に朝日大輔、2年後輩に瀬戸彬仁・秦賢二（水戸時代チームメイトだった）。大学の同級生に大坪博和がいる。
2018年、日本サッカー協会公認S級コーチライセンスを取得。
2019年より、福山大学学友会サッカー部監督。

## 所属クラブ
- 広島県立広島皆実高等学校
- 福山大学
- 2002年 - 2004年3月 : 水戸ホーリーホック

## 個人成績
| 国内大会個人成績 | 国内大会個人成績 | 国内大会個人成績 | 国内大会個人成績 | 国内大会個人成績 | 国内大会個人成績 | 国内大会個人成績 | 国内大会個人成績 | 国内大会個人成績 | 国内大会個人成績 | 国内大会個人成績 | 国内大会個人成績 |
| 年度             | クラブ           | 背番号           | リーグ           | リーグ戦         | リーグ戦         | リーグ杯         | リーグ杯         | オープン杯       | オープン杯       | 期間通算         | 期間通算         |
| 年度             | クラブ           | 背番号           | リーグ           | 出場             | 得点             | 出場             | 得点             | 出場             | 得点             | 出場             | 得点             |
| 日本             | 日本             | 日本             | 日本             | リーグ戦         | リーグ戦         | リーグ杯         | リーグ杯         | 天皇杯           | 天皇杯           | 期間通算         | 期間通算         |
| ---------------- | ---------------- | ---------------- | ---------------- | ---------------- | ---------------- | ---------------- | ---------------- | ---------------- | ---------------- | ---------------- | ---------------- |
| 2001             | 福山大           |                  | -                | -                | -                | -                | -                | 1                | 0                | 1                | 0                |
| 2002             | 水戸             | 24               | J2               | 0                | 0                | -                | -                | 0                | 0                | 0                | 0                |
| 2003             | 水戸             | 24               | J2               | 0                | 0                | -                | -                | 0                | 0                | 0                | 0                |
| 2004             | 水戸             | 24               | J2               | 0                | 0                | -                | -                | -                | -                | 0                | 0                |
| 通算             | 日本             | 日本             | J2               | 0                | 0                | -                | -                | 0                | 0                | 0                | 0                |
| 通算             | 日本             | 日本             | 他               | -                | -                | -                | -                | 1                | 0                | 1                | 0                |
| 総通算           | 総通算           | 総通算           | 総通算           | 0                | 0                | -                | -                | 1                | 0                | 1                | 0                |

## 指導歴
- 2005年 - 2018年 : 福山大学学友会サッカー部コーチ
- 2019年 - : 福山大学学友会サッカー部監督
- DENSOカップ（中国・四国大学選抜）監督・コーチや、広島県成年国体選抜監督・コーチも歴任し、的確かつ情熱感あふれる指導が認められている[要出典]。
- 2009年度DENSOカップ（宮崎大会）では、中国・四国大学選抜の準優勝に貢献し、その指導力の高さから大学サッカー界からの注目を集める[要出典]。
- 2016年、U-19全日本大学選抜コーチ。
- 第30回ユニバーシアード競技大会（2019/ナポリ）サッカー日本代表コーチ 。